# Distretto di Myagdi
Il distretto di Myagdi è un distretto del Nepal, in seguito alla riforma costituzionale del 2015 fa parte della provincia di Gandaki. 
Il capoluogo è Beni.
Geograficamente il distretto appartiene alla zona collinare della Mahabharat Lekh. Nella zona est del territorio si trova il massiccio dell'Annapurna con la sua cima principale Annapurna I (8.091) e la cima Annapurna Sud (7.219 m.) e tutta l'area circostante ricade nella zona protetta omonima.
La principale etnia presente nel distretto è quella dei Magar.

## Municipalità
Il distretto è suddiviso in sei municipalità.
- Beni
- Annapurna
- Dhaulagiri (municipalità)
- Mangala (municipalità)
- Malika (municipalità)
- Raghuganga